# Preixens
Preixens település Spanyolországban, Lleida tartományban. Preixens Castellserà, Agramunt, Artesa de Segre, Montgai, Foradada és Montclar községekkel határos. Lakosainak száma 392 fő (2024).

## Népesség
A település népessége az utóbbi években az alábbiak szerint változott:
| Lakosok száma | 177  | 1015 | 915  | 1033 | 598  | 509  | 506  | 450  | 432  | 392  |
|               | 1717 | 1887 | 1936 | 1960 | 1986 | 2004 | 2009 | 2014 | 2019 | 2024 |